# Ла Валета Брианца
Ла Валѐта Бриа̀нца (на италиански: La Valletta Brianza, на западноломбардски: La Valletta Brianza, Ла Валета) е община в Северна Италия, провинция Леко, регион Ломбардия. Разположена е на 342 m надморска височина. Населението на общината е 4687 души (към 2014 г.).
Общината е създадена в 30 януари 2015 г. Тя се състои от двете предшествуващи общини Перего и Рованяте, които сега са най-важните центрове на общината.